# FossDoc
FossDoc —  система электронного документооборота, разработанная украинской компанией ФОСС-Он-Лайн, г. Харьков. Система FossDoc предназначена для создания электронного архива документов, организации корпоративного документооборота (англ. workflow) и автоматизации бизнес-процессов. В Системе учтены положения Закона Украины об электронных документах и электронном документообороте.
FossDoc построена на основании классической клиент-серверной архитектуры. В состав Системы входят:
- Сервер приложений FossDoc — ядро Системы, которое реализует бизнес-логику и осуществляет взаимодействие клиентских программ с сервером СУБД.
- База данных — управляется с помощью соответствующей СУБД.
- FossDoc Клиент — АРМ пользователя: предоставляется как Windows-приложение, так и Web-клиент (тонкий клиент).
- Программа администрирования — АРМ администратора Системы.

В FossDoc поддерживаются следующие СУБД:
- MySQL
- Microsoft SQL Server и его бесплатные версии
- Oracle

FossDoc интегрирован с Microsoft Word и Microsoft Excel для генерации отчетов.
Большинство модулей Системы создано на платформе Microsoft .NET Framework, а также на C++.